# Округ Кинг (Тексас)
Округ Кинг (енгл. King County) је округ у америчкој савезној држави Тексас. По попису из 2010. године број становника је 286.

## Демографија
Према попису становништва из 2010. у округу је живело 286 становника, што је 70 (19,7%) становника мање него 2000. године.
| Група             | 2000.       | 2010.       |
| Белци             | 315 (88,5%) | 242 (84,6%) |
| Афроамериканци    | 0 (0,0%)    | 0 (0,0%)    |
| Азијати           | 0 (0,0%)    | 0 (0,0%)    |
| Хиспаноамериканци | 34 (9,6%)   | 39 (13,6%)  |
| Укупно            | 356         | 286         |